# Melanż z muchą
Melanż z muchą (ang. Party Down, 2009–2010) – amerykański serial komediowy nadawany przez stację Starz od 20 marca 2009 roku do 25 czerwca 2010 roku. W Polsce serial jest nadawany od 27 kwietnia 2011 roku na kanale HBO Comedy.

## Opis fabuły
Serial opowiada o perypetiach bezrobotnych aktorów z Hollywood: Henry'ego (Adam Scott), Casey (Lizzy Caplan) i Constance (Jane Lynch), którzy w oczekiwaniu na wymarzone role zakładają firmę kateringową „Party Down”, obsługującą przyjęcia dla gwiazd.

## Obsada
- Adam Scott jako Henry Pollard
- Lizzy Caplan jako Casey Klein
- Jane Lynch jako Constance Carmell
- Jennifer Coolidge jako Bobbie St. Brown
- Megan Mullally jako Lydia Dunfree
- Ryan Hansen jako Kyle Bradway
- Martin Starr jako Roman DeBeers
- Ken Marino jako Ron Donald